# Micaela Vázquez

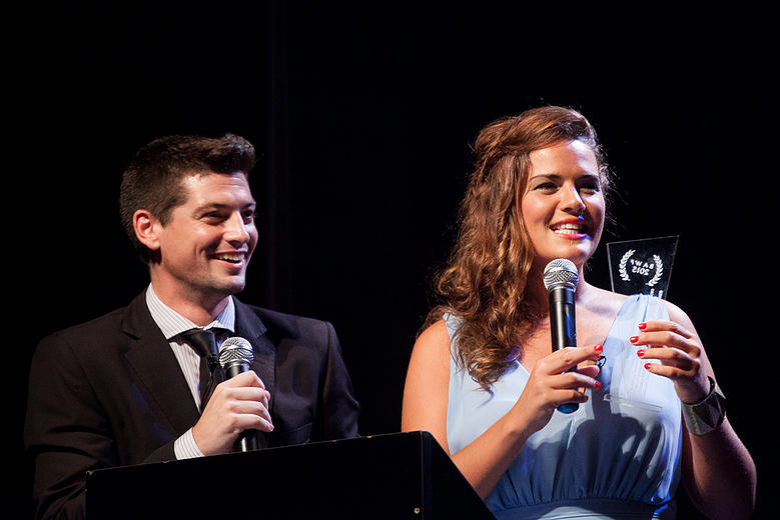
Micaela Vázquez mit Patricio Martín Ramos (2015)

Micaela Vázquez (* 24. November 1986) ist eine argentinische Schauspielerin und Sängerin. Unter anderem spielte sie bei den „Teenovelas“ Rebelde Way, Chiquititas und Floricienta mit.

## Leben
1996 begann Vázquez ihre Schauspielkarriere im Alter von 10 Jahren bei der Serie Chiquititas, wo sie die Rolle der Miki übernahm. 2002 spielte sie in der Jugendserie Rebelde Way mit, wo sie die Rolle der Pilar hatte (in der Serie die von ihren Mitschülern gehasste Tochter des Rektors) und diese bis zum Ende der Serie spielte.
Sie war Backgroundsängerin der Band Erreway auf deren beiden Touren, der Grand Rex- und der Nuestro Tiempo-Tour. Zudem ist sie auch in manchen Musikvideos der Band zu sehen, wobei sie nie zur Band gehörte.
2004 spielte sie gemeinsam mit Benjamín Rojas in der Serie Floricienta mit und sang mit weiteren Schauspielern die Soundtracks der Serie ein.
Des Weiteren hat Vázquez in den Filmen Casados con Hijos (gemeinsam mit Luisana Lopilato), Sos mi vida, Chiquititas 2006 und Son de Fierro eine Gastrolle gespielt.
Vázquez war 2007 mit dem Fußballspieler Fernando Gago von Real Madrid liiert, der seine damalige Freundin Silvana Luna verlassen hat, um mit Vázquez zusammen zu sein.

## Filmografie (Auswahl)

### Fernsehserie
- 1996: Chiquititas
- 2002: Rebelde Way
- 2004: Floricienta
- 2005: Casados con Hijos
- 2006: Sos mi vida
- 2006: Chiquititas 2006
- 2007: Son de Fierro

### Kinofilm
- 2007: Crónica de una fuga

## Diskografie
- 1996–2001: Chiquitita-Soundtracks
- 2004: Floricienta